# Элимбаев, Топа Хамитович
Топа́ Хами́тович Элимба́ев (род. 4 мая 1945, Карагандинская область) — танцор, балетмейстер, основатель и руководитель ансамбля «Зия», Заслуженный деятель искусств РСФСР (1987), Народный артист Российской Федерации (2006), Народный артист Чечено-Ингушской, Кабардино-Балкарской, Дагестанской, Северо-Осетинской АССР, Карачаево-Черкесской автономной области, Народный артист Республики Ингушетия, лауреат многих международных фестивалей, лауреат Государственной премии и премии Ленинского комсомола Чечено-Ингушской АССР, обладатель высших государственных наград Иордании, Испании, Португалии, Мозамбика.

## Биография
Родился в депортации 4 мая 1945 года в Карагандинской области Казахской ССР. В школе занимался в художественной самодеятельности. Потом поступил в культпросветучилище, был солистом ансамбля песни и танца профтехобразования. Впоследствии стал руководителем этого коллектива (1960—1964 годы). Тогда же стал создавать собственные постановки танцев.
Окончил режиссёрско-балетмейстерский факультет Московского государственного института театрального искусства. Как один из лучших студентов был направлен на балетмейстерскую и преподавательскую работу в ГДР. В Берлинском хореографическом училище и на сценах известных театров Берлина («Комише опер», «Штадтс опер», «Фридрихштадтпаласт») поставил два одноактных балета.
В 1970-е Элимбаев возглавил ансамбль «Вайнах». Его хореографические постановки легли в основу гастрольной программы, с которой ансамбль объездил много стран мира: Мозамбик, Кению, Южную Америку, Турцию, Сирию, Ирак, Иорданию.
В 1995 году с началом военных действий переехал из Грозного в Москву. В 1999 году создал ансамбль «Зия», который возглавляет до сих пор.

## Награды и звания
- Заслуженный деятель искусств РСФСР (1987)[1];
- Народный артист Российской Федерации (2006)[2];
- Народный артист Чечено-Ингушской АССР;
- Народный артист Кабардино-Балкарской АССР;
- Народный артист Дагестанской АССР;
- Народный артист Северо-Осетинской АССР;
- Народный артист Карачаево-Черкесской автономной области,
- Народный артист Республики Ингушетия;
- лауреат Государственной премии Чечено-Ингушской АССР;
- лауреат премии Ленинского комсомола Чечено-Ингушской АССР;
- Орден «Знак Почёта»;
- Медаль «За заслуги перед Чеченской Республикой» (2014)[3];
- медаль Совета муфтиев России «За духовное единение»;
- высшие государственные награды Иордании (Орден «Звезды I степени»), Испании, Португалии, Мозамбика.

## Семья
Жена Элимбаева Лидия Алаудиновна, генеральный директор и экономист ансамбля «Зия». Окончила экономический факультет Чеченского государственного университета в 1993 году.
Дети: сын Туган — юрист, дочь Петимат — юрист, внук Саид-Хамзат (1990) — студент Грозненского нефтяного университета, внучка Лейла (2007).